# 24e Primetime Emmy Awards
De 24e Primetime Emmy Awards, waarbij prijzen werden uitgereikt in verschillende categorieën voor de beste Amerikaanse televisieprogramma's die in primetime werden uitgezonden tijdens het televisieseizoen 1971-1972, vond plaats op 6 mei 1972.

## Winnaars en nominaties - televisieprogramma's
(De winnaars staan bovenaan in vet lettertype.)

#### Dramaserie
(Outstanding Drama Series)
- Elizabeth R
  - Columbo
  - Mannix
  - Marcus Welby, M.D.
  - The Six Wives of Henry VIII

#### Komische serie
(Outstanding Comedy Series)
- All in the Family
  - The Mary Tyler Moore Show
  - The Odd Couple
  - Sanford and Son

## Winnaars en nominaties - acteurs

### Hoofdrollen

#### Mannelijke hoofdrol in een dramaserie
(Outstanding Continued Performance by an Actor in a Leading Role in a Dramatic Series)
- Peter Falk als Columbo in Columbo
  - Raymond Burr als Robert T. Ironside in Ironside
  - Mike Connors als Joe Mannix in Mannix
  - Robert Young als Marcus Welby in Marcus Welby, M.D.
  - Keith Michell als Henry VIII of England in The Six Wives of Henry VIII

#### Mannelijke hoofdrol in een komische serie
(Outstanding Continued Performance by an Actor in a Leading Role in a Comedy Series)
- Carroll O'Connor als Archie Bunker in All in the Family
  - Redd Foxx als Fred G. Sanford in Sanford and Son
  - Jack Klugman als Oscar Madison in The Odd Couple
  - Tony Randall als Felix Unger in The Odd Couple

#### Vrouwelijke hoofdrol in een dramaserie
(Outstanding Continued Performance by an Actress in a Leading Role in a Dramatic Series)
- Glenda Jackson als Queen Elizabeth I in Elizabeth R
  - Peggy Lipton als Julie Barnes in The Mod Squad
  - Susan Saint James als Sally McMillan in McMillan & Wife

#### Vrouwelijke hoofdrol in een komische serie
(Outstanding Continued Performance by an Actress in a Leading Role in a Comedy Series)
- Jean Stapleton als Edith Bunker in All in the Family
  - Sandy Duncan als Sandy in Funny Face
  - Mary Tyler Moore als Mary Richards in The Mary Tyler Moore Show

### Bijrollen

#### Mannelijke bijrol in een dramaserie
(Outstanding Continuing Performance by an Actor in a Supporting Role in Drama)
- Jack Warden als Coach George Halas in Brian's Song
  - James Brolin als Dr. Steven Kiley in Marcus Welby, M.D.
  - Greg Morris als Barney Collier in Mission: Impossible

#### Mannelijke bijrol in een komische serie
(Outstanding Continuing Performance by a Supporting Actor in a Comedy Series)
- Edward Asner als Lou Grant in The Mary Tyler Moore Show
  - Michael Constantine als Principal Seymour Kaufman in Room 222
  - Gale Gordon als Harrison Otis Carter in Here's Lucy

#### Vrouwelijke bijrol in een dramaserie
(Outstanding Continuing Performance by an Actress in a Supporting Role in Comedy)
- Jenny Agutter als Frith in The Snow Goose
  - Gail Fisher als Peggy Fair in Mannix
  - Elena Verdugo als Consuelo Lopez in Marcus Welby, M.D.

#### Vrouwelijke bijrol in een komische serie
(Outstanding Continuing Performance by a Supporting Actress in a Comedy Series)
- Valerie Harper als Rhoda Morgenstern in The Mary Tyler Moore Show
- Sally Struthers als Gloria Bunker-Stivic in All in the Family
  - Cloris Leachman als Phyllis Lindstrom in The Mary Tyler Moore Show